# Philonthus coprophilus
Philonthus coprophilus är en skalbaggsart som beskrevs av Jean Jarrige 1949. Philonthus coprophilus ingår i släktet Philonthus, och familjen kortvingar. Arten är reproducerande i Sverige.